# Bernardo Penabade
Bernardo Penabade Rei, nacido en la parroquia de Grañas do Sor, en el municipio coruñés de Mañón el 12 de julio de 1964, es un profesor y escritor gallego.

## Biografía
Es licenciado en Filología gallego-portuguesa por la Universidad de Santiago de Compostela. Trabajó en el área audiovisual en empresas vinculadas a la TVG en el momento en que esta comenzaba sus emisiones. Además de la sincronización y del doblaje de filmes y series televisivas, se ocupó de la traducción de guiones (especialmente de programas destinados al público infantil). También desarrolló una importante labor de dinamización cultural en la Residencia Universitaria de Burgo das Nacións, fue uno de los impulsores del colectivo de estudiantes que organizó numerosos cursos y conferencias y que convocó el Certamen Literario.
Después de un breve período de docencia en el Colegio Paulo VI de Rúa, fue profesor en el IES Otero Pedrayo de Orense, en el Johan Carballeira de Bueu, el de Ortigueira y en el IES Vilar Ponte de Viveiro. Desde 2003 dio clases de Lengua y Literatura Gallegas en el IES Perdouro de Burela hasta su jubilación en 2024.
Entre 1997 y 1998 fue colaborador habitual de Volvoreta (mariposa), el suplemento del periódico El Correo Gallego para la comunidad universitaria de Santiago, publicando noticias de libros y entrevistas a escritores gallegos.
Ha participado en numerosos congresos con informes publicados sobre lingüística, sociolingüística y didáctica. Pueden leerse trabajos suyos en las revistas Agália, A Nosa Terra y Novas da Galiza, así como en las actas de diversas reuniones de carácter científico.
Desde 1983 es miembro de la Associaçom Galega da Língua, colectivo a favor del reintegracionismo, y entre julio de 2001 y 2007 fue su presidente. Con su acceso a la presidencia, se rompió una trayectoria más culturalista da AGAL, y el grupo reintegracionista dio pasos en su dimensión pública, como la participación en la constitución da Assemblia da Língua, ensayo de plataforma de trabajo conjunto de todos los grupos reintegracionistas, o como la inauguración de un local propio. También se impulsaron el Portal Galego da Língua e o dicionario e-Estraviz.
Desde 2008 impulsa el Modelo Burela, primer proyecto de planificación lingüística aprobado por unanimidad en un pueblo gallego y orientado a la comunidad procedente de Cabo Verde. Desde 2012 coordina en Radio Burela el programa radiofónico Proxecto Neo, centrado en las experiencias de personas neohablantes del idioma gallego. El programa se remite posteriormente en dos radios comunitarias: Cuac FM y Rádio Filispim.
Desde 2021 es miembro de la Comisión Técnica del Centro de Documentación Sociolingüística de Galicia del Consello da Cultura Galega.
También realizó la revisión lingüística, entre otros, de dos libros del profesor Antón Niñe.

## Obras publicadas
- Penabade Rei, Bernardo (2000). «Alguns usos conflitivos da preposiçom 'a' nos complexos verbais».  En Rodríguez Fernández, José Luis, ed. Estudos dedicados a Ricardo Carvalho Calero. 1. A obra de Ricardo Carvalho Calero; Lingüística. Universidade de Santiago de Compostela. pp. 743-757. ISBN 84-8121-827-8.

- Penabade Rei, Bernardo; Fraga Celeiro, Xoan Carlos (1 de junio de 2003). Lingua e Literatura. 3º ESO. A Nosa Terra. p. 248. ISBN 8496203026.

- Penabade Rei, Bernardo (1 de junio de 2003). Lingua e Literatura. 4º ESO. A Nosa Terra. p. 204. ISBN 8496203034.

- Penabade Rei, Bernardo (2004). «Estratégias para a recuperaçom lingüística no ensino».  En Marco López, Aurora; Aradas Carollo, Elva; Vieito Carollo, Fernando et al., eds. Actas del VII Congreso Internacional de la Sociedad Española de Didáctica de la Lengua y la Literatura 1. Deputación da Coruña. pp. 435-446. ISBN 84-95950-92-8.

- Martins Estévez, Higinio; Gonçalves Vicente, Ângelo; Penabade Rei, Bernardo (2008). Orgulho galego na diáspora: conversa com Higino Martins Estêvez. Fundación Comarcal O Baixo Miño. p. 73.

- Penabade Rei, Bernardo (2013). Conversas con Isaac Alonso Estraviz [Conversaciones con Isaac Alonso Estraviz]. Através Editora. p. 239. ISBN 978-84-87305-75-7.

- Penabade, Bernardo (20 de octubre de 2017). «The Neo Project: An Educational Radio Program to Promote Social Cohesion» [El Proyecto Neo: un programa de radio educativo para promover la cohesión social].  En DePalma, R.; Pérez-Caramés, A., eds. Galician Migrations: A Case Study of Emerging Super-diversity. Migration, Minorities and Modernity [Migraciones gallegas: un caso de estudio de superdiversidad emergente. Migración, minorías y modernidad] (en inglés) 3. ISBN 978-3-319-66304-3. Consultado el 14 de mayo de 2022.

- Outra voz na procura da emancipaçom nacional: Ricardo Flores, Educaçom e informaçom objectivas: dous direitos lingüísticos y As relaçons transfronteiriças no currículo académico in «Agália. Revista de Humanidades e Ciências Sociais».[17]

### Obras colectivas
- Coordinador de las Actas do Congresso Álvaro Cunqueiro (con Araceli Herrero, Ramón Reimunde y Xabier Cordal). (Ed. da Dep. de Lugo, 1993).
- Con Marica Campo se encargó de la selección y notas del libro Ansias de Vento, obra póstuma del poeta Gustavo Adolfo Lois Dosil (1996).
- Coordinación y prólogo del volumen colectivo (114 autores; 502 pp.) Deixade que voe o paporroibo, que vos conte contos (1999). Ed. O Paporroibo. Ortigueira.
- Por um galego extenso e útil, 2010, Através Editora.
- Carvalho Calero atual, 2012, Através Editora.